# Лаврентий (Горка)
Епископ Лаврентий (в миру Андрей Горка; 1671, Львов, Русское воеводство, Речь Посполитая — 9 (20) апреля 1737, Хлынов, Российская империя) — епископ Русской православной церкви, епископ Вятский и Великопермский.

## Биография
Родился в 1671 году во Львове. С юных лет поселившись в Киеве, он сделался известным митрополиту Варлааму и по его убеждению принял монашество, поступил в Киевскую духовную академию, по окончании курса которой был определён учителем Киевских духовных училищ.
Во время преподавательской своей деятельности Лаврентий подружился с Феофаном Прокоповичем, тоже бывшим преподавателем в академии. Их сближала одинаковая любовь к классической древности. Вскоре по возведении в сан игумена, в 1713 году, Горка определен настоятелем Киево-Выдубицкого монастыря. Здесь он в большом количестве приобретал себе книги и усиленно занимался пополнением своего образования.
29 апреля 1722 года назначен архимандритом Воскресенского Ново-Иерусалимского монастыря. Не успев вступить в управление монастырем, получил новое назначение — начальника духовенства на Персидском флоте и духовника императрицы Екатерины I.
6 сентября 1723 года хиротонисан во епископа Астраханского и Ставропольского.
7 сентября 1727 года назначен епископом Великоустюжским и Тотемским.
С 11 мая 1731 года — епископ Рязанский и Муромский.
26 сентября 1733 году состоялось Высочайшее повеление о переводе преосвященного Лаврентия из Рязани в Вятку «за некакие его известные продерзости».
В Вятке преосвященный Лаврентий был встречен духовенством крайне недружелюбно, а принятые им энергичные меры к утверждению церковного благочиния и школьного просвещения создали ему врагов; местному духовенству были неприятны требования, чтобы определенная часть доходов церковных и монастырских была передаваема на школы; оно было уже этим недружелюбно настроено к новому епископу, — а его горячий характер, конечно, не способствовал уложению несогласий. Тем не менее Лаврентий впервые учредил в г. Вятке греко-латинские школы, завел при них библиотеку и до конца жизни очень заботился о процветании их.
Во время жизни в Хлынове епископ Лаврентий старался своим примером показывать образец христианина: во время неурожая велел раздавать хлеб голодающим вятчанам, сам говорил проповеди и объяснял Священное писание. Но при этом не объезжал епархию, не строил новых приходов. Связано это с тем, что главным своим делом на Вятке, которому Лаврентий отдал все силы, стало открытие славяно-греко-латинской школы.
В своём желании устроить школу, епископу Лаврентию пришлось выдержать «полную драматизма, самую тяжёлую борьбу с современным обществом». Уже к апрелю 1734 года он сделал все предписания по подготовке учеников, по приобретению книг и учебников, по снабжению школы продуктами. Но эти действия встретили «то пассивное и глухое, то решительное и дерзкое сопротивление».
Оппозицию возглавили представители ведущего хлыновского духовенства — причём, двое из них поехали в Синод с жалобой на епископа. В своем донесении в Синод в мае 1734 года Владыка Лаврентий сетовал: «Вси единодушно на мое зло настроены и развращены, вси безмерно на соблазн прочим распустилися; вси не слушают: иные бегают, другие укрываются, а когда что и послушают, на вред моему смирению чинят, и неисповедимые пакости мне делают. Хотел я и учения славяно-греко-латинские для робят в епархии заводить и учителей с Киева двух мирских человек вызвал; но за таким гонением и противностями невозможно!»
После этого страшного известия любое сопротивление еп. Лаврентию в Хлынове стихло — и к концу 1734 года было набрано до 400 ребят. Всё проходило под постоянной опекой епископа Лаврентия — он лично выписал много книг для школы, почти ежедневно её посещал. Также Владыка Лаврентий ввёл преподавание греческого языка, для чего с разрешения Синода вызвал в 1736 году из Чердынского монастыря иеромонаха Иоакима. Впрочем, скорби были не только со школой — известно, что Владыка пытался навести порядок в богослужебном пении, причём, указывая на ошибки, он отмечал, «чего не в единой епархии не делается, токмо в единой Вятской».
Из ведомости об учащихся в вятской школе, присланной в Синод при доношении от 2 марта 1738 года, спустя почти год после кончины преосвященного Лаврентия, видно, что в то время училось еще 120 человек, хотя уже сбежало 310 учеников и 26 уволилось.
Скончался 9 апреля 1737 года от паралича, постигшего его еще 26 марта 1736 года. Похоронен в Вятском Свято-Троицком кафедральном соборе.